# Aurora Watten Mikalsen
Aurora Watten Mikalsen (* 21. März 1996 in Kristiansund) ist eine norwegische Fußballspielerin. Die Torhüterin spielte zuletzt von 2021 bis 2024 für den Erstligisten SK Brann und ist seit Januar 2025 Vertragsspielerin des 1. FC Köln. Zudem ist sie seit dem Jahr 2022 A-Nationalspielerin.

## Karriere

### Vereine
Mikalsen begann im Jahr 2011 für den in ihrem Geburtsort ansässigen Clausenengen FK mit dem Fußballspielen. Anschließend nach Bergen gelangt, war sie in der Spielzeit 2012 in der Jugendabteilung von Arna-Bjørnar aktiv. Für die erste Mannschaft kam sie das erste Mal im Seniorinnenbereich zum Einsatz. Während ihrer zwei Spielzeiten währenden Zugehörigkeit kam sie lediglich am 2. November 2013 bei der 1:2-Niederlage im Auswärtsspiel gegen Vålerenga Oslo zu einem Punktspiel in der Toppserien, der höchsten Spielklasse im norwegischen Frauenfußball. An den seinerzeitigen Stammtorhüterinnen, der US-Amerikanerin Jaime Souza und der Kanadierin Erin McNulty, war kein Vorbeikommen.
2016 wechselte sie zu Kolbotn IL, für den sie in den ersten acht Punktspielen das Tor für Stammtorhüterin Siiri Valimaa hütete, bevor diese anschließend die restlichen Meisterschaftsspiele bestritt. Als die Finnin 2017 zum Liganeuling Grand Bodø IK wechselte, wurde Mikalsen Stammtorhüterin und bestritt 2017 und 2018 alle Spiele. In der Spielzeit 2019 kam sie in den ersten zwölf Punktspielen zum Einsatz und wurde dann von Manchester United als Ergänzungstorhüterin für Mary Earps verpflichtet, da sich zwei andere ManU-Torhüterinnen verletzt hatten und die Vierte, Siobhan Chamberlain, schwanger war. Bei ManU kam sie beim 11:1-Sieg im Ligapokal am 21. November 2019 gegen Leicester City jedoch nur zu diesem Einsatz. Im Juli 2020 wechselte sie zu Tottenham Hotspur. Dort kam sie zu fünf Einsätzen, nachdem sich die jamaikanische Stammtorhüterin Rebecca Spencer verletzt hatte, die nach ihrer Genesung wieder ins Tor zurückkehrte.
Im Juli 2021 kehrte Mikalsen zum IL Sandviken zurück und gewann mit dem Verein ihre erste Meisterschaft. 2022 – nun als SK Brann – konnte der Titel verteidigt und zudem der Pokal gewonnen werden. Mit dem SK Brann spielte sie auch erstmals auf europäischer Ebene, scheiterte aber in der zweiten Qualifikationsrunde zur Gruppenphase der Champions League 2022/23 am FC Rosengård.
Nach dem Ende der Spielzeit 2024 am 16. November wurde ihre Verpflichtung zum 1. FC Köln bekannt. Ihr Pflichtspieldebüt erfolgte in der Bundesligabegegnung mit dem VfL Wolfsburg am 7. Februar 2025 (14. Spieltag) beim torlosen Unentschieden.

### Nationalmannschaft
Zwischen 2011 und 2019 spielte Mikalsen für die norwegischen Juniorinnenmannschaften. So nahm sie mit der U17-Nationalmannschaft an der Qualifikation für die Europameisterschaft 2012 teil, verlor mit ihrer Mannschaft jedoch das entscheidende Spiel gegen die U17-Nationalmannschaft Frankreichs mit 0:4. Mit der U19-Nationalmannschaft nahm sie an Europameisterschaft 2014 in ihrer Heimat teil. Sie wurde einzig im ersten und torlos gebliebenen Spiel gegen die U19-Nationalmannschaft der Niederlande eingesetzt. Im September 2014 bestritt sie alle drei Spiele der ersten Qualifikationsrunde für die Europameisterschaft 2015 und konnte mit zwei Siegen sowie einem Remis die Eliterunde erreichen. Bei dieser stand sie in zwei Spielen im Tor und wieder reichten zwei Siege und ein Remis um als bester Gruppenzweiter die Endrunde zu erreichen. In dieser im Juli 2015 in Israel ausgetragenen bestritt sie einzig das erste Spiel gegen die U19-Nationalmannschaft Spaniens, der sie mit ihrer mit 0:4 unterlegen war. Altersbedingt endete damit ihre Zugehörigkeit in dieser Altersklassenmannschaft; von 2016 bis einschließlich 2019 bestritt sie 16 Länderspiele für die U23-Ntionalmannschaft.
Für das Turnier um den Algarve-Cup 2018 wurde sie erstmals für die A-Nationalmannschaft nominiert. Auch in der darauf folgenden Zeit wurde sie immer wieder nominiert, zum Einsatz kam sie jedoch erstmals im Turnier um den Algarve-Cup 2022. Im Spiel um Platz 3 wurde die Begegnung mit der Nationalmannschaft Portugals mit 2:0 gewonnen. Sie gehörte auch zum Kader für die Europameisterschaft 2022, wurde im Turnier jedoch nicht eingesetzt und schied mit ihrer Mannschaft nach der Gruppenphase aus diesem vorzeitig aus. Ihre ersten Pflichtspiele bestritt sie im September 2022 mit den beiden letzten Spielen der WM-Qualifikationsgruppe F; mit dem 1:0-Sieg über die Nationalmannschaft Belgiens am 2. September 2022 in Löwen wurde die Teilnahme an der WM 2023 vorzeitig erreicht.
Am 19. Juni 2023 wurde sie für die WM-Endrunde nominiert, kam in allen drei Spielen der Gruppe A zum Einsatz und schied mit der Mannschaft im Achtelfinale gegen die Nationalmannschaft Japans nach der 1:3-Niederlage aus dem Turnier aus.
Am 16. Juni 2025 wurde sie für die Endrunde der EM 2025 nominiert. Sie kam dort aber nicht zum Einsatz.

## Erfolge
- Norwegischer Meister 2021, 2022
- Norwegischer Pokal-Sieger 2022